# Église Saint-Nicolas d'Yrouerre
L'église Saint-Nicolas d'Yrouerre est une église située à Yrouerre,  dans le département de l'Yonne, en France.

## Historique
L'édifice est inscrit au titre des monuments historiques en 1926.